# Пяткин, Георгий Яковлевич
Гео́ргий Я́ковлевич Пя́ткин (19 апреля 1908 — 20 марта 1963) — участник Советско-финской и Великой Отечественной войн, командир 1031-го артиллерийского полка 100-й стрелковой дивизии 27-й армии Воронежского фронта, майор. Герой Советского Союза.

## Биография
Георгий Пяткин родился в крестьянской семье в селе Плодовитое (ныне Черноярский район Астраханской области). Окончив среднюю школу, какое-то время работал в Ростове-на-Дону на фабрике. В 22 года, в 1930 году, начал военную службу в Красной Армии. Прошёл обучение в Киевской артиллерийской школе, а затем, в 1936 году, окончил курсы усовершенствования командного состава РККА.
В 1939 году участвовал в походе войск Советского Союза в Западную Украину и Западную Белоруссию, затем в боевых действиях в ходе Советско-финской войны 1939—1940 годов.
С июня 1941 года — участник Великой Отечественной войны. В 1942 году вступил в коммунистическую партию. В октябре 1943 года отличился во время организованной им переправы дивизиона через Днепр, для чего были использованы подручные материалы. С правого берега Днепра он вёл корректировку артиллерийского огня и смог подавить огневые точки неприятеля, за счёт чего пехота смогла увеличить площадь Букринского плацдарма, продвинувшись на 5 километров. Всего в ходе наступательных боёв 1943 года полк Георгия Яковлевича смог уничтожить множество гитлеровцев, неприятельских единиц вооружения и техники, неоднократно успешно отражал контратаки врага.
24 декабря 1943 года указом Президиума Верховного Совета СССР Георгию Яковлевичу Пяткину было присвоено звание Героя Советского Союза. Кроме этого, среди наград Георгия Пяткина — орден Ленина, 2 ордена Красного Знамени, орден Отечественной войны II степени, орден Красной Звезды и ряд медалей.
По окончании войны остался служить в армии. В запас был уволен в 1954 году в звании майора. Окончив службу, жил в Черкасской области в городе Смела, работал в ДОСААФе инструктором. Умер Георгий Яковлевич в возрасте 55 лет, 20 марта 1963 года.